# Charles Hutton
Charles Hutton (Newcastle upon Tyne, 14 de agosto de 1737 — 27 de janeiro de 1823) foi um matemático inglês.

## Vida
Hutton nasceu na Percy Street em Newcastle upon Tyne no norte da Inglaterra, filho de um superintendente de minas, que morreu quando ainda era muito jovem. Ele foi educado em uma escola em Jesmond, mantida pelo Sr. Ivison, um clérigo anglicano. Há motivos para acreditar, com base em duas contas de pagamento, que por um curto período em 1755 e 1756 Hutton trabalhou na mina de carvão em Old Long Benton, Hutton assumiu a escola Jesmond, que, em conseqüência de seu número crescente de alunos, ele se mudou para Stotes Hall próximo. Enquanto lecionava durante o dia no Stotes Hall, que tinha vista para Jesmond Dene, ele estudou matemática à noite em uma escola em Newcastle. Em 1760 ele se casou e começou a ensinar em grande escala em Newcastle, onde seus alunos incluíam John Scott, mais tarde Lord Eldon, que se tornou Lord Chancellor da Grã-Bretanha. 
Em 1764, Hutton publicou seu primeiro trabalho, The Schoolmasters Guide ou a Complete System of Practical Arithmetic, que foi seguido por seu Treatise on Mensuration both in Theory and Practice em 1770. Por volta dessa época, ele era empregado do prefeito e corporação de Newcastle para fazer um levantamento da cidade e seus arredores. Ele desenhou um mapa para a corporação; uma menor, apenas da cidade, foi gravada e publicada. Em 1772, ele publicou um tratado sobre The Principles of Bridges, um assunto sugerido pela destruição da ponte de Newcastle por uma grande enchente em 17 de novembro de 1771.
Hutton deixou Newcastle em 1773, após sua nomeação como professor de matemática na Royal Military Academy, Woolwich. Ele foi eleito Fellow da Royal Society em julho de 1774. Foi solicitado pela sociedade que realizasse os cálculos necessários para calcular a massa e a densidade da Terra a partir dos resultados do experimento Schiehallion - um conjunto de observações da atração gravitacional de uma montanha em Perthshire feitas pelo Astrônomo Real, Nevil Maskelyne, em 1774-76. Os resultados de Hutton apareceram na sociedade Philosophical Transactions para 1778, e mais tarde foram reimpressos no segundo volume dos Tratos de Hutton sobre Matemática e Assuntos Filosóficos. Seu trabalho sobre a questão garantiu-lhe o grau de LL.D. da Universidade de Edimburgo. Ele se tornou o secretário de Relações Exteriores da Royal Society em 1779. Sua renúncia da sociedade em 1783 foi provocada por tensões entre seu presidente, Sir Joseph Banks, e os matemáticos entre seus membros. Ele foi eleito Membro Honorário Estrangeiro da Academia de Artes e Ciências dos Estados Unidos em 1788.
Enquanto trabalhava no experimento Schiehallion, Hutton registrou 23 nomes de lugares gaélicos no contorno de sua medição ou próximo a ele. Menos da metade pode ser encontrada no mapa moderno do Ordnance Survey.
Após suas Tabelas dos Produtos e Poderes dos Números, 1781, e suas Mathematical Tables de 1785 (segunda edição 1794), Hutton emitiu, para o uso da Royal Military Academy, em 1787 Elements of Conic Sections, e em 1798 seu Course of Mathematics. Seu Mathematical and Philosophical Dictionary, uma valiosa contribuição para a biografia científica, foi publicado em 1795 e os quatro volumes de Recreations in Mathematics and Natural Philosophy, em sua maioria traduzidos do francês, em 1803. Uma de suas obras mais laboriosas foi o resumo, em conjunto com G. Shaw e R. Pearson, para Philosophical Transactions da Royal Society. Esse empreendimento, cujas partes matemáticas e científicas couberam a Hutton, foi concluído em 1809 e ocupou 18 volumes. A partir de 1764, ele contribuiu para o The Ladies' Diary (um almanaque poético e matemático estabelecido em 1704), e se tornou seu editor em 1773-4, mantendo o cargo até 1817. Ele já havia começado um pequeno periódico chamado Miscellane Mathematica, do qual apenas 13 números apareceram; ele posteriormente publicou cinco volumes de The Diarian Miscellany que continham trechos substanciais do Diário.
Devido a problemas de saúde, Hutton renunciou ao cargo de professor em 1807, embora tenha servido como o examinador principal da Royal Military Academy e também do Addiscombe Military Seminary por alguns anos após sua aposentadoria. O Conselho de Artilharia concedeu-lhe uma pensão de 500 libras por ano. Durante seus últimos anos, ele trabalhou em novas edições de seus trabalhos anteriores.
Ele morreu em 27 de janeiro de 1823 e foi enterrado no cofre da família em Charlton, em Kent.

Durante o último ano de sua vida, um grupo de amigos montou um fundo para pagar a realização de um busto de mármore dele. Foi executado pelo escultor Sebastian Gahagan. A assinatura excedeu o valor necessário, e uma medalha também foi produzida, gravada por Benjamin Wyon, mostrando a cabeça de Hutton de um lado e emblemas representando suas descobertas sobre a força da pólvora e a densidade da terra do outro.